# De Young Museum

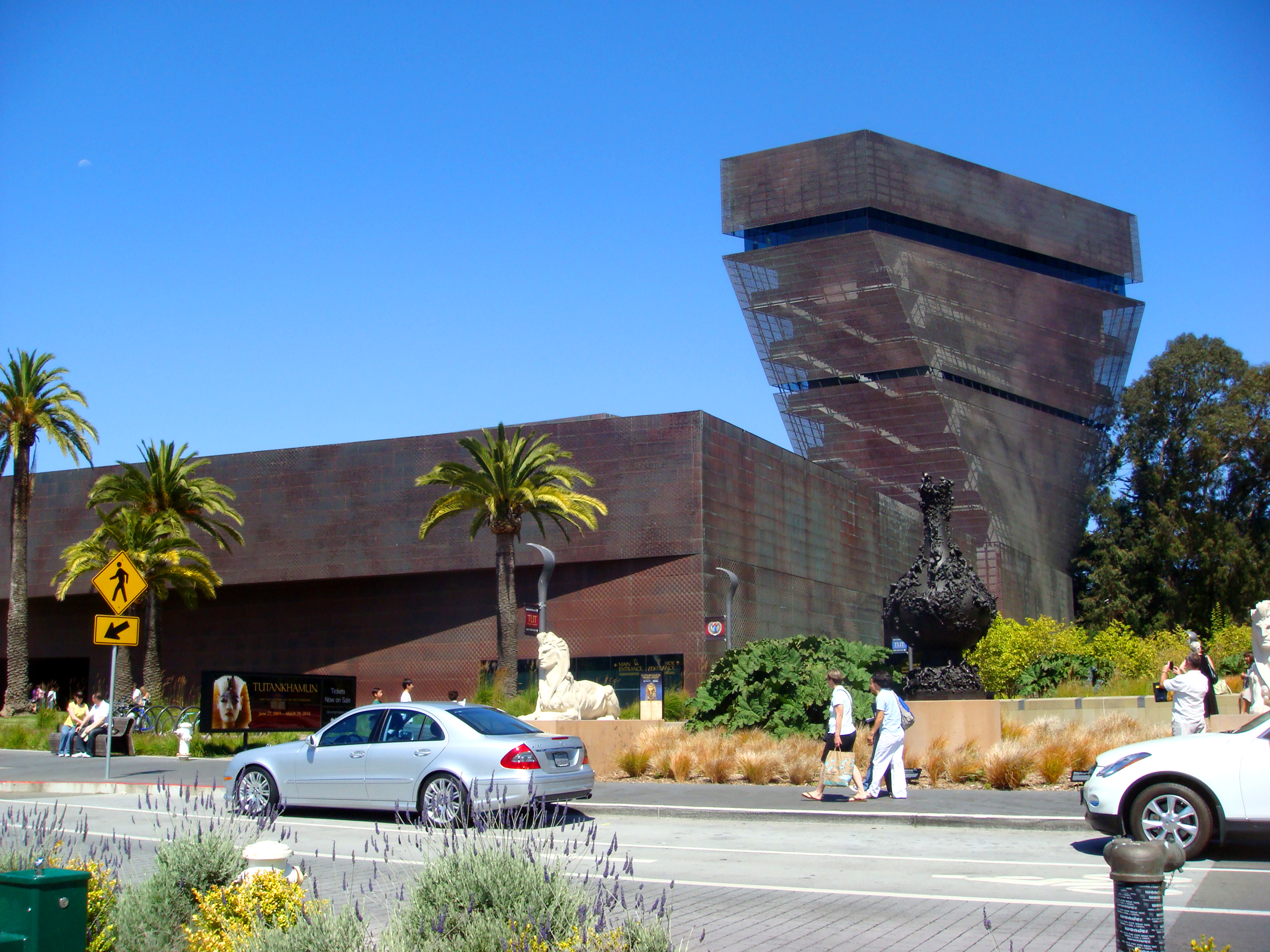
De Young Museum (2009)

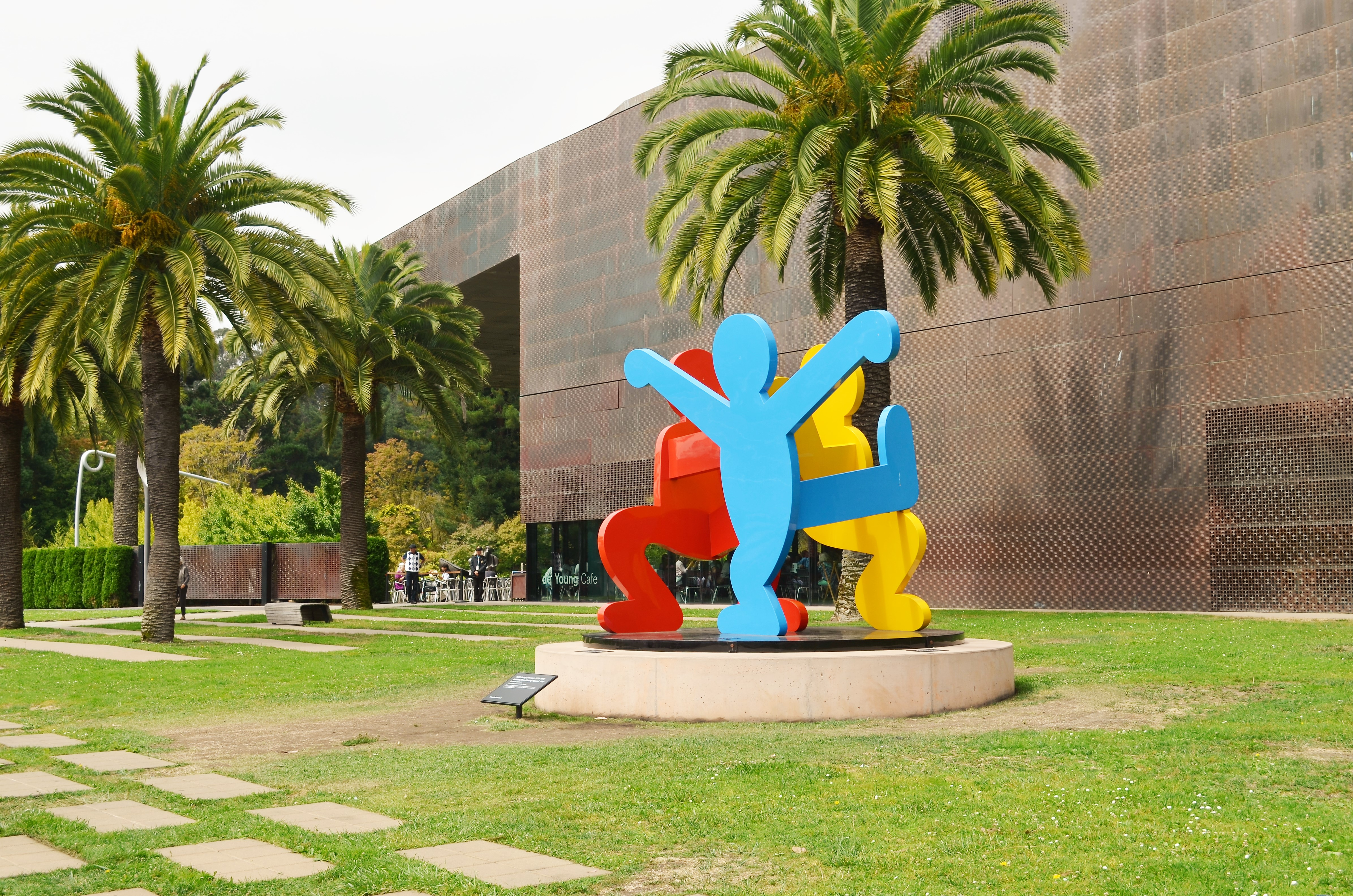
Keith Haring: Three Dancing Figures vor dem De Young Museum

Das De Young Museum (umgangssprachlich häufig auch nur De Young), benannt nach dem Zeitungsverleger M. H. de Young, ist ein Kunstmuseum im Golden Gate Park von San Francisco. Es bildet zusammen mit dem Museum Legion of Honor die Gruppe der Fine Arts Museums of San Francisco.

## Geschichte
Für die California Midwinter International Exposition des Jahres 1894 in San Francisco wurde im Golden Gate Park ein Kunst-Ausstellungsgebäude („Fine Arts building“) nach Entwürfen von Charles C. McDougall im neuägyptischen Stil eines ägyptischen Tempels errichtet, in den 1895 das De Young Museum einzog. Dieser tempelartige Bau, vor dem ein Sphinx aufgestellt war, wurde bei dem Erdbeben im April 1906 erheblich beschädigt. Zwar wurde er zunächst repariert, dann aber im Jahr 1929 für nicht mehr sicher erklärt und abgerissen.
Ein Neubau im spanisch anmutenden plateresken Stil nach Entwürfen des Architekten Louis Christian Mullgardt wurde 1919 fertiggestellt. Nach aufwendigen Sanierungsarbeiten 1949 und starken Beschädigungen 1989 beim Loma-Prieta-Erdbeben wurde das De Young Museum im Jahre 2005 in seiner heutigen Gestalt wiedereröffnet. Entworfen wurde das heutige Gebäude von dem Schweizer Architekturbüro Herzog & de Meuron.
Mit knapp 1,2 Millionen Besuchern lag es im Jahr 2015 auf Platz 6 der am meisten besuchten Kunstmuseen der USA.

## Architektur
Das auffälligste Merkmal des von Herzog & de Meuron entworfenen Gebäudes ist seine Kupferverkleidung. Diese ist perforiert und geprägt, wodurch ein subtiles Muster entsteht, das an Baumkronen und Lichtflecken erinnert. Die Kupferverkleidung weist eine natürliche Patina auf, die sich mit der Zeit entwickelt und das Gebäude zunehmend mit der Umgebung verbindet. Die Verkleidung erfüllt sowohl eine ästhetische als auch eine ökologische Funktion: Sie filtert Licht und reguliert die Wärme. Durch die Verbindung von modernem Design und Naturintegration wird das Bauwerk selbst zu einem Kunstwerk. Die Gebäude wurden so konstruiert, dass sie strenge Erdbebenvorschriften erfüllen. Der Turm ist basisisoliert, sodass er sich bei Erdbeben unabhängig vom Boden bewegen kann und seitlichen Kräften ohne herkömmliche Verstrebungen standhält. Von ihm aus hat man einen weiten Ausblick über den Golden Gate Park und die Innenstadt von San Francisco.

## Sammlung
Die Sammlung umfasst amerikanische Kunst vom 17. bis 21. Jahrhundert, darunter insbesondere Werke aus Kalifornien, beispielsweise aus den Bereichen Bay Area Figuration und Assemblage, sowie internationale Textilien und Mode und Kunst aus Afrika, Ozeanien und den Amerikas.
Die Sammlung amerikanischer Malerei mit Gemälden von unter anderen John Singleton Copley, John Vanderlyn, Thomas Cole, George Caleb Bingham, Martin Johnson Heade, Frederic Edwin Church, Albert Bierstadt, Thomas Eakins, John Singer Sargent, William Michael Harnett, Mary Cassatt, Charles Demuth, Georgia O’Keeffe, Grant Wood, Stuart Davis und Richard Diebenkorn gilt als die bedeutendste an der US-Westküste.